# HTB深夜開拓魂
HTB深夜開拓魂(エイチティービー・しんやかいたくだましい)は、2010年10月7日から2015年3月26日まで北海道テレビ放送が編成していた独自の深夜番組放送枠の名称である。

## 概要
若手スタッフを中心とした斬新な企画を形にして放送するプロジェクトとして誕生した、木曜日24:50 - 25:05の枠。3か月毎に番組が入れ替えられ全15番組・18シリーズが制作された。

## 放送番組一覧
| 通番   | 放送期間                 | 番組名                                |
| ------ | ------------------------ | ------------------------------------- |
| 第1弾  | 2010年10月7日 - 12月23日 | 平成ノブシコブシのヨルオシ!           |
| 第2弾  | 2011年1月20日 - 3月31日  | ご当地美人発掘バラエティ ゴトーチ!    |
| 第3弾  | 2011年4月14日 - 6月30日  | 我思う、故に我ラーメン                |
| 第4弾  | 2011年7月7日 - 9月29日   | もしものが〜まる                      |
| 第5弾  | 2011年10月6日 - 12月22日 | 帰省なう                              |
| 第6弾  | 2012年1月12日 - 3月29日  | ワールド★カップメン                   |
| 第7弾  | 2012年4月5日 - 6月28日   | 探検!秘境駅 〜超maniac travel guide〜 |
| 第8弾  | 2012年7月5日 - 9月28日   | 実録!?                                |
| 第9弾  | 2012年10月4日 - 12月20日 | 漁師めし                              |
| 第10弾 | 2013年1月10日 - 3月28日  | 我思う、故に我ラーメンII              |
| 第11弾 | 2013年4月4日 - 7月11日   | 平成ノブシコブシのヨルオシ!!          |
| 第12弾 | 2013年7月25日 - 9月26日  | 壇蜜古画                              |
| 第13弾 | 2013年10月3日 - 12月19日 | アニマルアイランド                    |
| 第14弾 | 2014年1月9日 - 3月27日   | 社長の晩ごはん                        |
| 第15弾 | 2014年4月3日 - 7月3日    | 食べる女                              |
| 第16弾 | 2014年7月24日 - 9月25日  | イカナイバネ                          |
| 第17弾 | 2014年10月2日 - 12月18日 | 壇蜜古画 第二章                       |
| 第18弾 | 2015年1月15日 - 3月26日  | むかしの国のアリサ                    |